# Fiona Ma

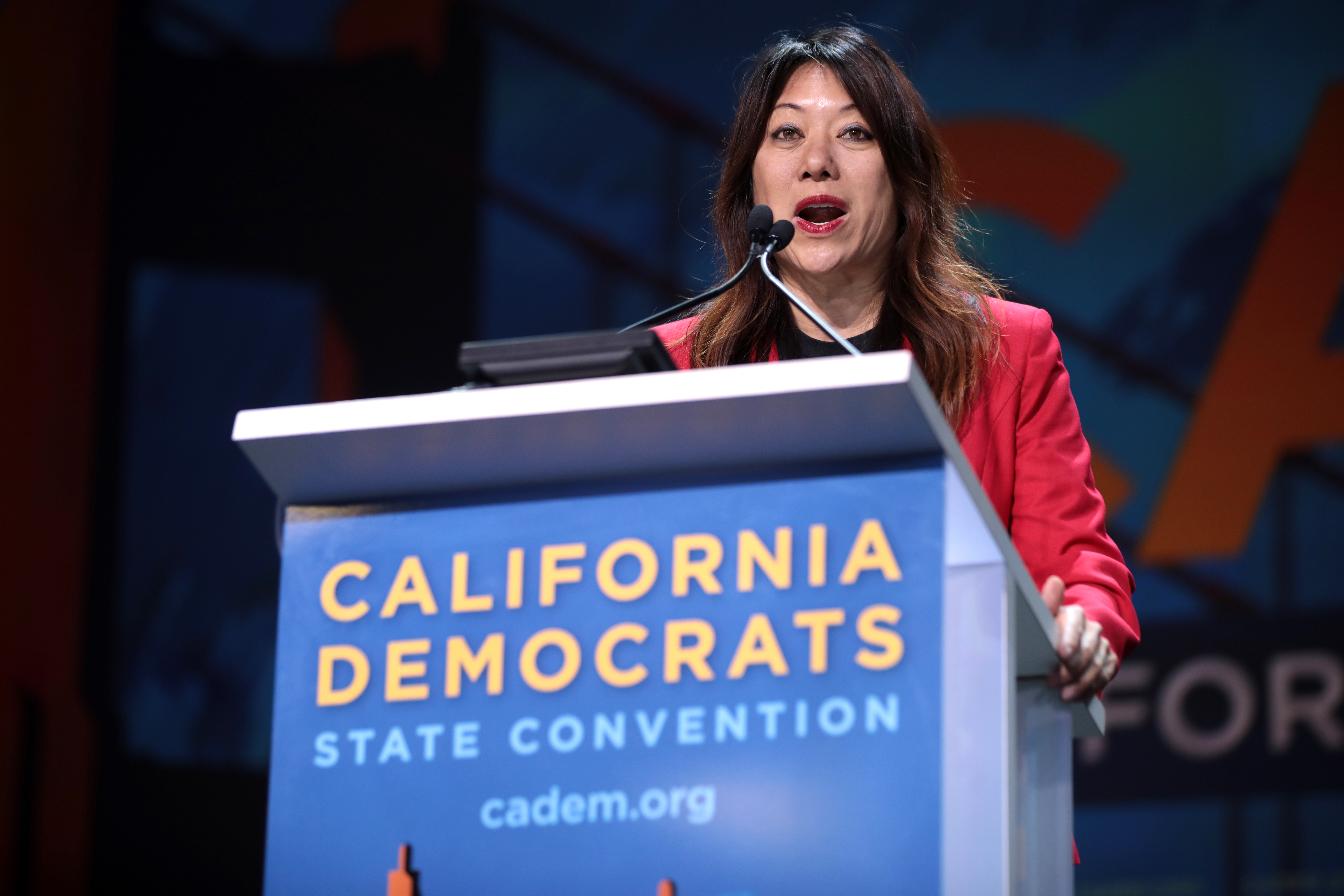
Fiona Ma (2019)

Fiona Ma (* 4. März 1966) ist eine US-amerikanische Politikerin und Wirtschaftsprüferin, die seit dem 7. Januar 2019 als State Treasurer von Kalifornien amtiert. Zuvor war sie von 2015 bis 2019 Mitglied des California Board of Equalization, der California State Assembly (2006–2012) und des San Francisco Board of Supervisors (2002–2006).
Als Mitglied der Demokratischen Partei war Ma die erste asiatisch-amerikanische Frau, die als California Assembly Speaker Pro Tempore diente, das zweithöchste Amt in der State Assembly. Ma ist auch erst die zweite Certified Public Accountant (CPA), die in das Board of Equalization gewählt wurde. Sie wurde 2016 zur Vorsitzenden des California Board of Equalization gewählt, ordnete drei externe Prüfungen der Behörde an und half dabei, die größten Reformen für Rechenschaftspflicht und Effizienz in der Geschichte dieser Behörde anzuführen. Ma erhielt bei ihrer Wahl zum 34. Schatzmeister Kaliforniens mehr als 7,8 Millionen Stimmen.